# Адмирал флота (Таиланд)
Адмирал флота (тайск. จอมพลเรือ) — высшее военно-морское звание в Королевском ВМФ Таиланда. Соответствует званию «Фельдмаршал» в Сухопутных войсках Таиланда и званию «Маршал Королевских ВВС» в Королевских ВВС Таиланда. Является «пятизвёздным» званием (по применяемой в НАТО кодировке — OF-10).

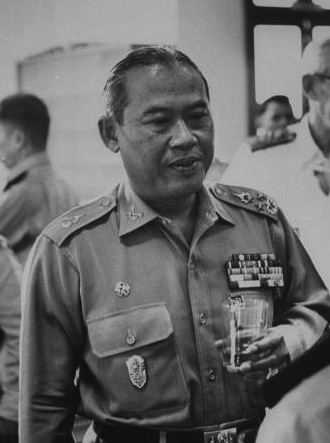
Таном Киттикачон - один из носителей данного звания (1964)

Следует за званием «Адмирал» и является высшим званием для военнослужащих Военно-морского флота.

## История
Звание было официально учреждено в 1888 году вместе со всеми остальными воинскими званиями Королём Таиланда Рамой V, который хотел модернизировать Вооружённые силы Таиланда по западному образцу. Король как Верховный Главнокомандующий автоматически становится фельдмаршалом при вступлении на престол. Всего данное звание было присвоено 15 раз: 6 Королям Таиланда (Рама V, Рама VI, Рама VII, Рама VIII, Рама IX и Рама X) и 9 государственным деятелям Таиланда.

## Положение о звании
Сегодня звание присваивается членами Королевской семьи Таиланда в качестве церемониального и формально существует в Военно-морских силах Таиланда. После событий 14 октября 1973 года звание не присваивается военно-морским офицерам (последним офицером, которому было присвоено звание адмирала флота, был Прапат Чарусатьен).

## Галерея

Погон
Штандарт с 1979 года
Штандарт в 1910—1936 годах
Штандарт в 1936—1956 годах
Штандарт в 1956—1979 годах